# Lettre des Juifs de Constantinople

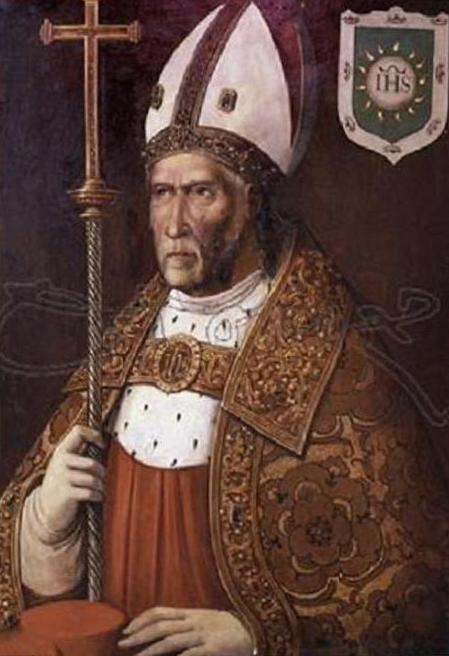
Portrait de Juan Martínez Silíceo, archevêque de Tolède, par F. de Comontes,

La Lettre des Juifs de Constantinople (en espagnol : Carta de los judíos de Constantinopla) est un faux document aux intentions antisémites fabriqué au XVIe siècle par l'archevêque de Tolède, Juan Martínez Silíceo, pour convaincre le chapitre cathédral de Tolède et le prince régent, le futur Philippe II, d'approuver et de confirmer, respectivement, les statuts sur la limpieza de sangre (pureté de sang), afin d'interdire l'accès aux principales institutions ecclésiastiques aux "nouveaux chrétiens", juifs ou musulmans convertis au catholicisme, souvent sous la contrainte. Le principe de la « pureté de sang » s'imposa en 1547, après un long conflit avec la papauté, tout d'abord aux institutions dépendant de la couronne de Castille avant de s'étendre à tout le royaume d'Espagne.
La Lettre des Juifs de Constantinople et Les Iles des Monopantos (es) écrit en 1650 par Francisco de Quevedo y Villegas, sont les deux textes fondateurs du mythe du complot juif pour la domination du monde et les précurseurs des Protocoles des Sages de Sion (1905).

## Historique
Juan Martínez Silíceo, fils de paysan pauvre d'Estrémadure, et fier d'être un « vieux chrétien » est nommé en 1546 archevêque de Tolède sur proposition de l'empereur Charles Quint, roi des Espagne. Peu de temps après sa nomination au siège primatial, il propose l'introduction d'une loi de « pureté de sang », mais rencontre une forte opposition de la part des membres du chapitre de la cathédrale de Tolède, qui résistent depuis longtemps à son introduction. En fait, à l'époque, très peu de sièges épiscopaux l'avaient adoptée et dépendant de la couronne d'Aragon, seule la cathédrale de Valence l'avait approuvée.
Le conflit surgit quand Silíceo s'oppose ouvertement et frontalement à la nomination pour un canonicat vacant de la cathédrale, d'un converti, dont le père avait été condamné par l'Inquisition espagnole. L'archevêque réussit à convaincre le pape Paul III de révoquer la nomination en lui faisant parvenir une lettre dans laquelle il lui affirme qu'une telle nomination transformerait l'évêché de Tolède en une « nouvelle synagogue ». Puis le 23 juillet 1547, il convoque le conseil cathédral qui par 24 voix contre 10, adopte une loi de pureté de sang.
Les archidiacres de Guadalajara et de Talavera protestent immédiatement, et menacent de faire appel au pape. De même, la municipalité de Tolède s'y oppose fermement parce qu'une telle loi éveillerait « une haine et des inimités perpétuelles », et demande l'intervention du prince Philippe qui règne sur les royaumes péninsulaires en l'absence de son père, le roi Charles Quint, Philippe demande l'avis du Conseil de Castille qui lui recommande la suspension de la loi qu'il considère comme « scandaleuse et injuste » et dont l'« application entrainerait de nombreux inconvénients ». Cette opinion est partagée par le conseil clérical convoqué à cet effet, et par l'université d'Alcalá qui la condamne comme une source de « discorde plantée par le diable ».
La loi est donc suspendue en septembre 1547, mais en 1555, le pape Paul III l'approuve et celle-ci est ratifiée par Philippe et par le roi. Le pape a été apparemment convaincu par plusieurs de ses conseillers anti-juifs et par l'archevêque de Tolède, Siliceo, lui-même, quand celui-ci déclare que « toutes les hérésies qui ont eu lieu en Allemagne et en France ont été semées par les descendants des Juifs, comme nous l'avons déjà vu et voyons tous les jours en Espagne ».
Pour soutenir la mise en place de la loi, Siliceo recueille tous les documents et écrits anti-juifs qu'il peut trouver. « Pour influer sur la volonté de l'empereur (Charles Quint), beaucoup d'entre eux mettent en évidence le rôle de conspirateur d'Espagnols convertis dans un grand nombre d'événements : émeutes et massacres au XVe siècle, meurtre rituel du Saint Enfant de la Guardia, la guerre des Communautés de Castille et la propagation du luthéranisme en Allemagne. Les convertis s'aident les uns les autres et se déplacent avec un « précepte » : évinçons les vieux chrétiens de partout et il est temps d'en finir avec eux ».
Parmi les documents produits, se trouve une prétendue lettre des Princes de la Synagogue de Constantinople adressée aux rabbins de Saragosse, qui avaient demandé leur opinion sur l'attitude que devaient adopter les Juifs, avant le décret d'expulsion des Juifs d'Espagne en 1492. La lettre dit aux Juifs, et en particulier aux riches, qu'ils seront bien accueillis à Constantinople et ajoute: 
« …et comme vous ne pouvez pas faire autrement, baptisez-vous comme l'édit du roi l'ordonne, uniquement pour vous y conformer, mais conservez toujours dans votre poitrine votre Sainte Loi.
Et pour ce que vous dites, qu'ils vous dépouillent de vos biens, faites de vos enfants des marchands et des avocats afin qu'ils puissent les dépouiller de leurs biens.
Et pour ce que vous dites qu'ils vous retirent la vie, faites de vos enfants des médecins, des chirurgiens ou des apothicaires afin qu'ils puissent ôter la vie de leurs enfants et de leurs descendants.
Et pour ce que vous dites que les dits Chrétiens ont profané et souillé vos cérémonies et synagogues, faites de vos enfants des membres du clergé, afin de pouvoir facilement profaner leurs temples et souiller leurs sacrements et bénéfices. »

## Analyse
Selon l'historien Gonzalo Álvarez Chillida : « Nous sommes donc confrontés à l'un des premiers faux antisémites dans l'histoire européenne, le précurseur des fameux Protocoles des Sages de Sion... [la] structure narrative se trouve dans l'œuvre de Quevedo l'ile des Monopantos ».
La Lettre des Juifs de Constantinople, qui circule à l'origine comme un manuscrit, est reprise dans des œuvres antisémites de l'époque, même si certains mettent en doute sa véracité. À la fin du XIXe siècle, elle réapparait sous la plume du chanoine d'Angoulême et de Poitiers Emmanuel Chabauty qui reprend la thèse du complot juif dans son livre Les Juifs nos maitres, publié en 1882. Ce livre décrit une lettre qu'auraient envoyée les Juifs d'Arles en 1489, à la suite du décret d'expulsion du roi Charles VIII de France, à leurs frères de Constantinople, et la réponse en espagnol de ces derniers, identique à quelque mots près au texte écrit par Siliceo,.